# Viện Thần học Ba Ngôi (Singapore)
Viện Thần học Ba Ngôi (chữ Anh: Trinity Theological College, viết tắt: TTC), đặt tại Singapore, được thành lập vào năm 1948 như một viện thần học liên hiệp giữa ba hệ phái: Thánh Công hội, Giám lí và Trưởng lão, nhằm mục đích đào tạo thần học cho các mục sư, nhà truyền đạo, chấp sự, nhân sự hội thánh và giáo viên trường Chúa nhật. Tông phái Luther chính thức gia nhập khối hiệp thông này vào năm 1963, mở rộng thêm nền tảng tông phái cho nhà trường.
Viện cung cấp các chương trình học bằng tiếng Anh và tiếng Trung Quốc phổ thông, đáp ứng nhu cầu của cộng đồng tín hữu đa ngôn ngữ trong khu vực. Hiện nay, người giữ chức hiệu trưởng là mục sư, tiến sĩ Trịnh Ích Dân (Edwin Tay). Châm ngôn của trường là lux mundi – “Ánh sáng của thế giới”, lấy cảm hứng từ lời dạy của Chúa Giê-xu trong Kinh Thánh (Ma-thi-ơ 5:14-16, Giăng 8:12).

## Lịch sử
Viện Thần học Ba Ngôi ra đời năm 1948 với sự liên kết của ba hệ phái Tin Lành lớn tại khu vực Đông Nam Á: Trưởng lão, Thánh Công hội và Giám lí. Sau khi chính quyền Cộng hoà Nhân dân Trung Hoa được thành lập vào năm 1949, các nhà truyền đạo Cơ Đốc buộc phải rời khỏi Trung Quốc. Nhiều người trong số họ đã nhận lời mời của Đại hội Mục sư Hội Thánh Tin Lành Malaya để tiếp tục công tác truyền đạo và huấn luyện thần học tại Malaysia và Singapore ngày nay. Ba tổ chức truyền giáo đó đã trở thành nền tảng cốt lõi của Viện Thần học Ba Ngôi, đặc biệt là sau khi Singapore giành được độc lập vào năm 1959. Trải qua hơn nửa thế kỉ phát triển, Viện Thần học Ba Ngôi đã trở thành một trung tâm đào tạo thần học trọng yếu tại khu vực Đông Nam Á.
Hiện nay, Viện Thần học Ba Ngôi là một trong những viện thần học lớn tại Đông Nam Á và được Hiệp hội Giáo dục Thần học Đông Nam Á (ATESEA) công nhận. Tổng số sinh viên chính quy vào khoảng 200 người, trong đó một phần ba đang theo học các chương trình sau đại học. Bên cạnh đó, còn có khoảng 1000 học viên thường xuyên tham dự các lớp không cấp bằng (non-degree) hoặc tham gia theo dạng bán thời gian (occasional). Các cựu sinh viên của viện đến từ hơn 50 quốc gia trên khắp thế giới.

## Chương trình đào tạo và cấp bằng
Viện Thần học Ba Ngôi cung cấp các văn bằng được ATESEA công nhận, bao gồm:
- Cử nhân Thần học (BD) / Thạc sĩ Thần học Mục vụ (M.Div.)
- Thạc sĩ Nghiên cứu Thần học (MTS)
- Các chương trình sau đại học:
  - Thạc sĩ Mục vụ (M.Min.)
  - Thạc sĩ Thần học (Th.M.)
  - Thạc sĩ Văn học (MLitt)
  - Tiến sĩ Thần học (Th.D.)

### Các giải thưởng cho sinh viên
Viện Thần học Ba Ngôi trao nhiều giải thưởng hằng năm cho các sinh viên có thành tích xuất sắc, phản ánh tinh thần “tôn Chúa trọng Đạo”. Một giải thưởng danh giá là Giải Frederick Buechner về Thuyết giáo học (en) – được đặt theo tên nhà thần học và văn sĩ nổi tiếng người Mỹ Frederick Buechner. Giải thưởng này do khoa tiếng Anh và khoa tiếng Hoa phối hợp trao tặng nhằm khen thưởng sinh viên có thành tích xuất sắc trong lĩnh vực giảng đạo.
Bên cạnh đó, Viện Thần học Ba Ngôi cũng trao các giải thưởng về học hiểu ngôn ngữ Kinh Thánh: tiếng Hebrew và tiếng Hi Lạp. Giải Jerome về tiếng Hebrew, đặt theo tên Jerome người Stridon – người dịch Kinh Thánh sang tiếng La-tinh, được trao cho sinh viên có điểm cao nhất trong môn tiếng Hebrew Kinh Thánh ở cả hai khoa tiếng Anh và tiếng Hoa; giải John Brown về tiếng Hi Lạp, đặt theo tên John Brown xứ Haddington (en) – người giải nghĩa Thánh kinh Tân ước viết bằng tiếng Hi Lạp Koine, được trao cho sinh viên có thành tích cao nhất trong môn tiếng Hi Lạp Kinh Thánh ở mỗi khoa tương ứng.